# 自由ハンザ都市リューベック

自由ハンザ都市リューベック
Freie und Hansestadt Lübeck (ドイツ語)

1815年から1937年にかけてのリューベックの領土

自由ハンザ都市リューベック（じゆうハンザとしリューベック、ドイツ語：Freie und Hansestadt Lübeck）は、1226年から1937年にかけて存在した、神聖ローマ帝国、ライン同盟、ドイツ連邦、北ドイツ連邦、ドイツ国（ドイツ帝国及びヴァイマル共和政ならびにナチス・ドイツ）の自由都市である。領域は現在のシュレースヴィヒ＝ホルシュタイン州およびメクレンブルク＝フォアポンメルン州の一部に相当する。

## 歴史

### 帝国自由都市
1226年、神聖ローマ皇帝フリードリヒ2世はリューベックを帝国自由都市と宣言した。14世紀にリューベックは「ハンザ同盟の女王」となり、同盟の盟主となった。

### 独立とフランスによる併合
リューベックは1803年の帝国代表者会議主要決議において帝国自由都市の地位を改めて認められた。その後、1806年の神聖ローマ帝国解体により主権国家となるが、ナポレオン戦争に巻き込まれ、1811年から1813年までフランス帝国に併合される。

### 再独立
リューベックはナポレオンの没落に伴い1813年に独立を回復し、1815年のウィーン会議ではリューベックの独立を再確認され、ドイツ連邦に加盟して「自由ハンザ都市」と認められた。1867年には北ドイツ連邦に加盟し、1871年のドイツ帝国成立に伴い、同国の州となる。ヴァイマル共和国時代も州の地位を保ったが、ナチス政権下で行われた強制的同質化によって行政府と市議会は国家社会主義ドイツ労働者党（ナチ党）の支配下に置かれ、1935年までに自治権が停止された。

### 消滅
1937年4月1日に公布された大ハンブルク法によってリューベックはプロイセン自由州に併合され、同州の一部であるシュレースヴィヒ＝ホルシュタイン県に編入されて都市州としての地位を喪失した。
第二次世界大戦後の1947年にプロイセン自由州が解体されると、リューベックは単独の連邦州となったシュレースヴィヒ＝ホルシュタイン州に帰属することになった。この帰属決定に対し、リューベックの都市州としての地位を回復する運動がなされたが、この運動は1956年に連邦憲法裁判所が下したリューベック判決により頓挫している。